# Hey, St. Peter
"Hey, St. Peter" is een nummer van de Australische band Flash and the Pan. Het nummer werd uitgebracht op hun debuutalbum Flash and the Pan uit 1978. Op 20 september 1976 werd het nummer al uitgebracht als de debuutsingle van de groep.

## Achtergrond
"Hey, St. Peter" is geschreven en geproduceerd door gitarist Harry Vanda en zanger George Young. Vanda en Young waren in de jaren '60 lid van The Easybeats en waren onder de naam Vanda & Young al producers van een aantal Australische hits. Zij schreven "Hey, St. Peter" als afleiding van dit werk en namen het op onder de groepsnaam Flash and the Pan. John Paul Young (geen familie van George), die vaak met het duo had samengewerkt, vertelde over de inspiratie van het nummer: "George was in New York en had een gesprek met de portier van het hotel over het weer en de Afro-Amerikaan zei, 'Ach ja, wanneer mijn tijd komt, zeg ik tegen Sint-Pieter, je kunt me niet naar de hel sturen, ik heb mijn tijd in de hel al in New York gehad!'"
"Hey, St. Peter" gaat over een man genaamd Billy, die vroeger een landelijke bekendheid was. Hij raakte verslaafd aan de roem en raakte vervolgens aan lager wal, waardoor hij zijn geld verloor. Hij raakte verslaafd aan drugs en alcohol en kan zijn rekeningen niet meer betalen. Op een dag neemt hij het besluit om New York te verlaten, dat volgens hem "de hel" is. Hierna gaat het beter met hem en bedankt Petrus dat hij hem voor de poorten van de hel heeft weggesleept.
"Hey, St. Peter" werd een hit in een aantal landen. In Australië bereikte het de vijfde plaats, en in de Amerikaanse Billboard Hot 100 werd het de enige hit van de groep met een 76e positie als hoogste notering. In Nederland bereikte de single de achtste plaats in de Top 40 en de zevende plaats in de Nationale Hitparade, terwijl in Vlaanderen de zesde plaats in de voorloper van de Ultratop 50 werd gehaald.

## Hitnoteringen

### Nederlandse Top 40
| Hitnotering: 23-07-1977 t/m 27-08-1977 | Hitnotering: 23-07-1977 t/m 27-08-1977 | Hitnotering: 23-07-1977 t/m 27-08-1977 | Hitnotering: 23-07-1977 t/m 27-08-1977 | Hitnotering: 23-07-1977 t/m 27-08-1977 | Hitnotering: 23-07-1977 t/m 27-08-1977 | Hitnotering: 23-07-1977 t/m 27-08-1977 | Hitnotering: 23-07-1977 t/m 27-08-1977 |
| Week                                   | 1                                      | 2                                      | 3                                      | 4                                      | 5                                      | 6                                      |                                        |
| -------------------------------------- | -------------------------------------- | -------------------------------------- | -------------------------------------- | -------------------------------------- | -------------------------------------- | -------------------------------------- | -------------------------------------- |
| Positie                                | 26                                     | 11                                     | 8                                      | 8                                      | 23                                     | 33                                     | uit                                    |

### Nationale Hitparade
| Hitnotering: 23-07-1977 t/m 27-08-1977 | Hitnotering: 23-07-1977 t/m 27-08-1977 | Hitnotering: 23-07-1977 t/m 27-08-1977 | Hitnotering: 23-07-1977 t/m 27-08-1977 | Hitnotering: 23-07-1977 t/m 27-08-1977 | Hitnotering: 23-07-1977 t/m 27-08-1977 | Hitnotering: 23-07-1977 t/m 27-08-1977 | Hitnotering: 23-07-1977 t/m 27-08-1977 |
| Week                                   | 1                                      | 2                                      | 3                                      | 4                                      | 5                                      | 6                                      |                                        |
| -------------------------------------- | -------------------------------------- | -------------------------------------- | -------------------------------------- | -------------------------------------- | -------------------------------------- | -------------------------------------- | -------------------------------------- |
| Positie                                | 26                                     | 14                                     | 10                                     | 7                                      | 12                                     | 18                                     | uit                                    |

### NPO Radio 2 Top 2000
| Nummer met noteringen in de NPO Radio 2 Top 2000 | '99  | '00 | '01  | '02  | '03 | '04  | '05  | '06  | '07  | '08  | '09  | '10  | '11-'12 | '13  | '14  |
| ------------------------------------------------ | ---- | --- | ---- | ---- | --- | ---- | ---- | ---- | ---- | ---- | ---- | ---- | ------- | ---- | ---- |
| Hey, St. Peter                                   | 1202 | 828 | 1117 | 1140 | 852 | 1270 | 1332 | 1320 | 1612 | 1284 | 1548 | 1677 | -       | 1838 | 1902 |

1. ↑  Een '-' betekent dat het nummer niet was genoteerd en een vetgedrukt getal geeft de hoogste notering aan.
2. ↑  Deze tabel is bijgewerkt tot en met de laatste editie (2024).